# Fuller Warren Bridge
Fuller Warren Bridge – drogowy most strunobetonowy w Jacksonville, w stanie Floryda, na rzece St. Johns. Znajduje się w ciągu Autostrady międzystanowej nr 95. Został otwarty w 2002.